# Cueva de los Casares

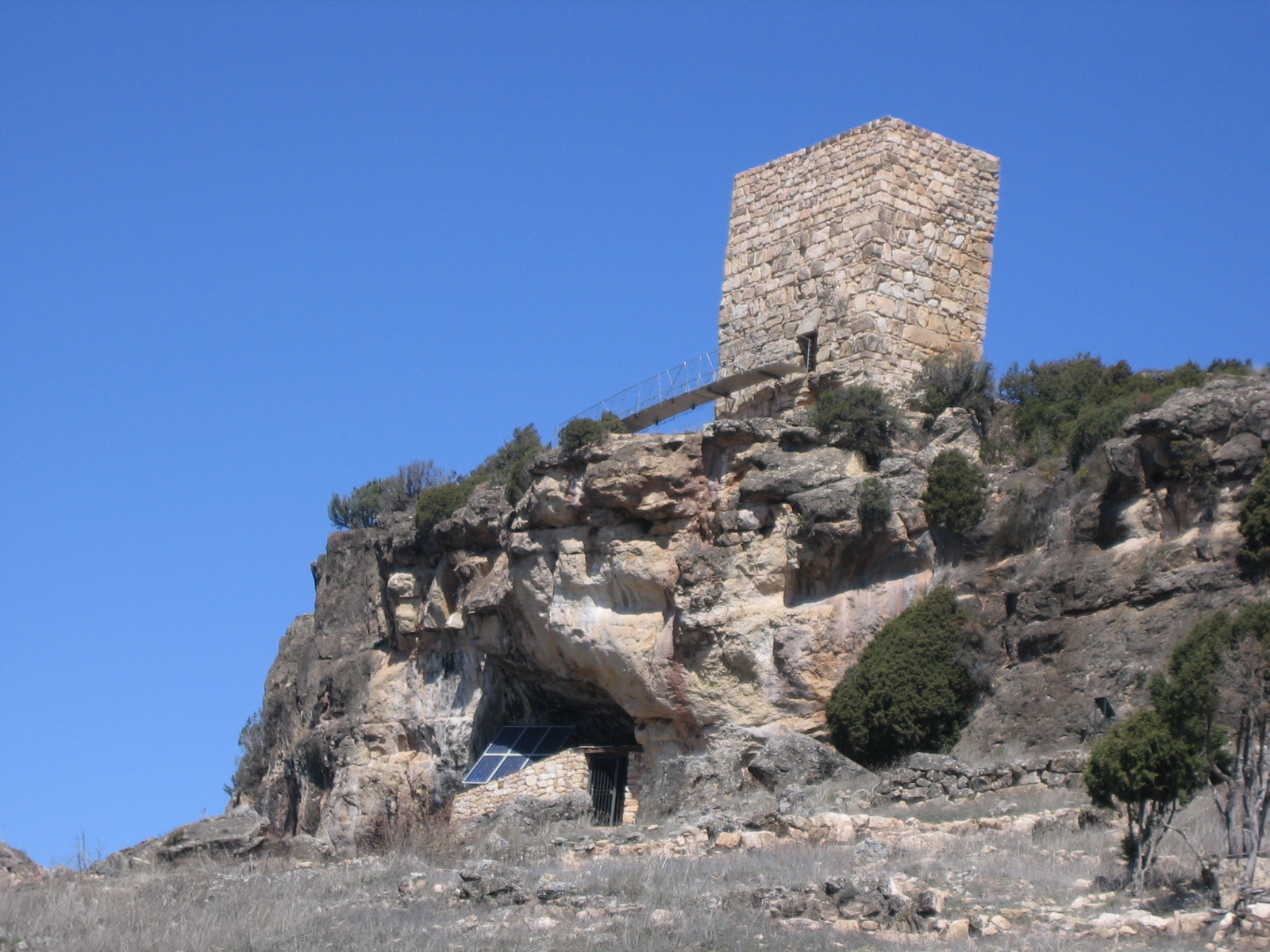
Cueva de los Casares

Die Cueva de los Casares (dt. Höhle der Hochzeiten) ist eine Höhle mit archäologischen, paläontologischen und paläoanthropologischen Resten, insbesondere Felsbildern. Sie liegt 1162 Metern über dem Meeresspiegel am Ufer des Rio Linares in Riba de Saelices im Naturpark Alto Tajo (spanisch Parque natural del Alto Tajo) in der Provinz Guadalajara, in Spanien. Die Höhle und ihre Bilder sind außerhalb Spaniens kaum bekannt.
Aus der ersten Hälfte des 19. Jahrhunderts stammen Hinweise auf die Höhle, aber bis 1933 erfolgt kein Hinweis auf die von den Brüdern Rufo und Claudio Ramírez entdeckten Bilder. In der Höhle befinden sich etwa 200 Ritzungen aus dem Mittelpaläolithikum. Es gibt Gravuren vom Vielfraß, die an anderen Orten kaum vertreten sind. Die Höhle ist für eine Reihe von Gravuren berühmt, die als der Fortpflanzungrepräsentationen gelten. Darunter eine der drei aus der Altsteinzeit bekannten Darstellungen der Kopulation sowie solche von Schwangerschaft, Geburt und Familienleben. Die Entdeckung war von großer Bedeutung, so dass sie von Francisco Layna Serrano (1893–1971), Arzt und Historiker der Provinz Guadalajara, untersucht wurde.
1932 begann der Archäologe Juan Cabré (1882–1947) in Begleitung seiner Tochter Encarnación Cabré, Autorin zahlreicher Feld- und Fotoarbeiten, die Höhle zu erforschen, wodrauf sie 1934 zum Nationaldenkmal erklärt wurde. Gleichzeitig wurden renommierte europäische Archäologen wie Henri Breuil (1877–1961) und Hugo Obermaier (1877–1946) zu Forschungen eingeladen, die unterschiedliche Ansichten über das Alter der Gravuren vertraten. Juan Cabré hat die Gravuren ins Aurignacien und Solutréen datiert (30.000 bis 25.000 v. Chr.) Andere halten sie für etwas jünger. Die Entdeckung ist umso wichtiger, da diese Art von Gravuren im Inneren der Halbinsel ansonsten nur in der 14 km entfernten „Cueva de la Hoz“ gefunden wurde. Der Ausbruch des spanischen Bürgerkrieges verhinderte die Studien von Juan Cabré.

Cueva de los Casares
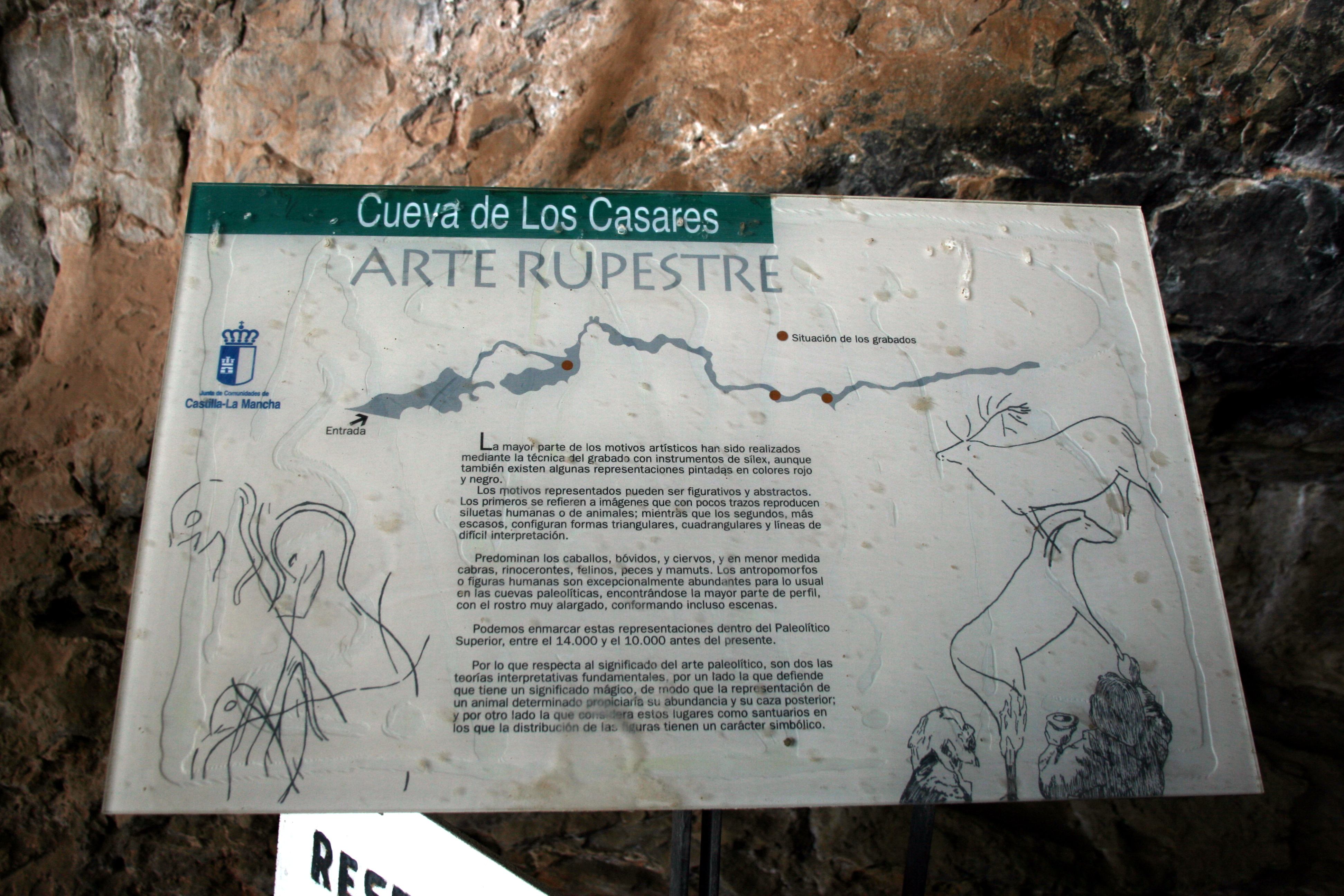
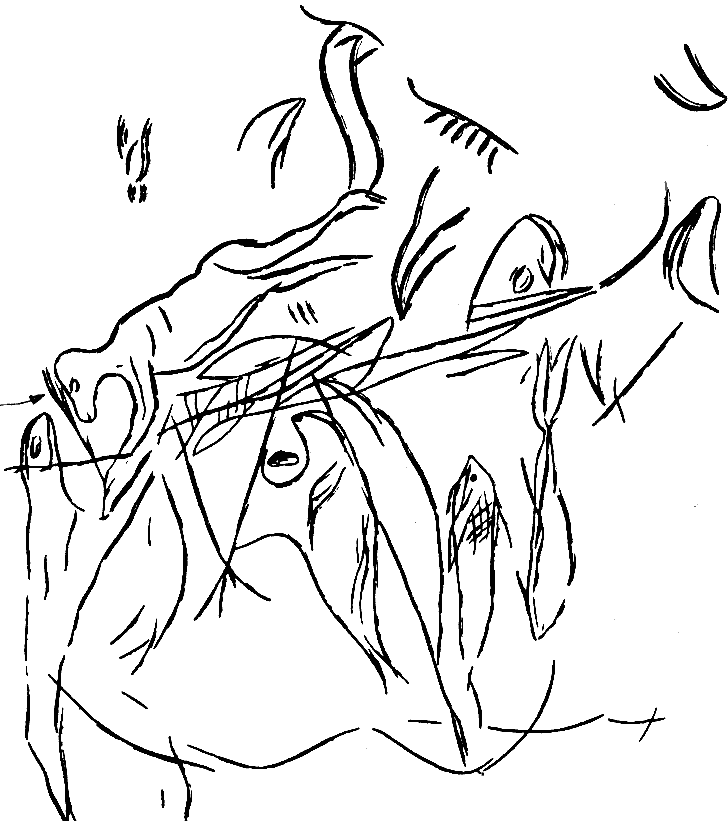
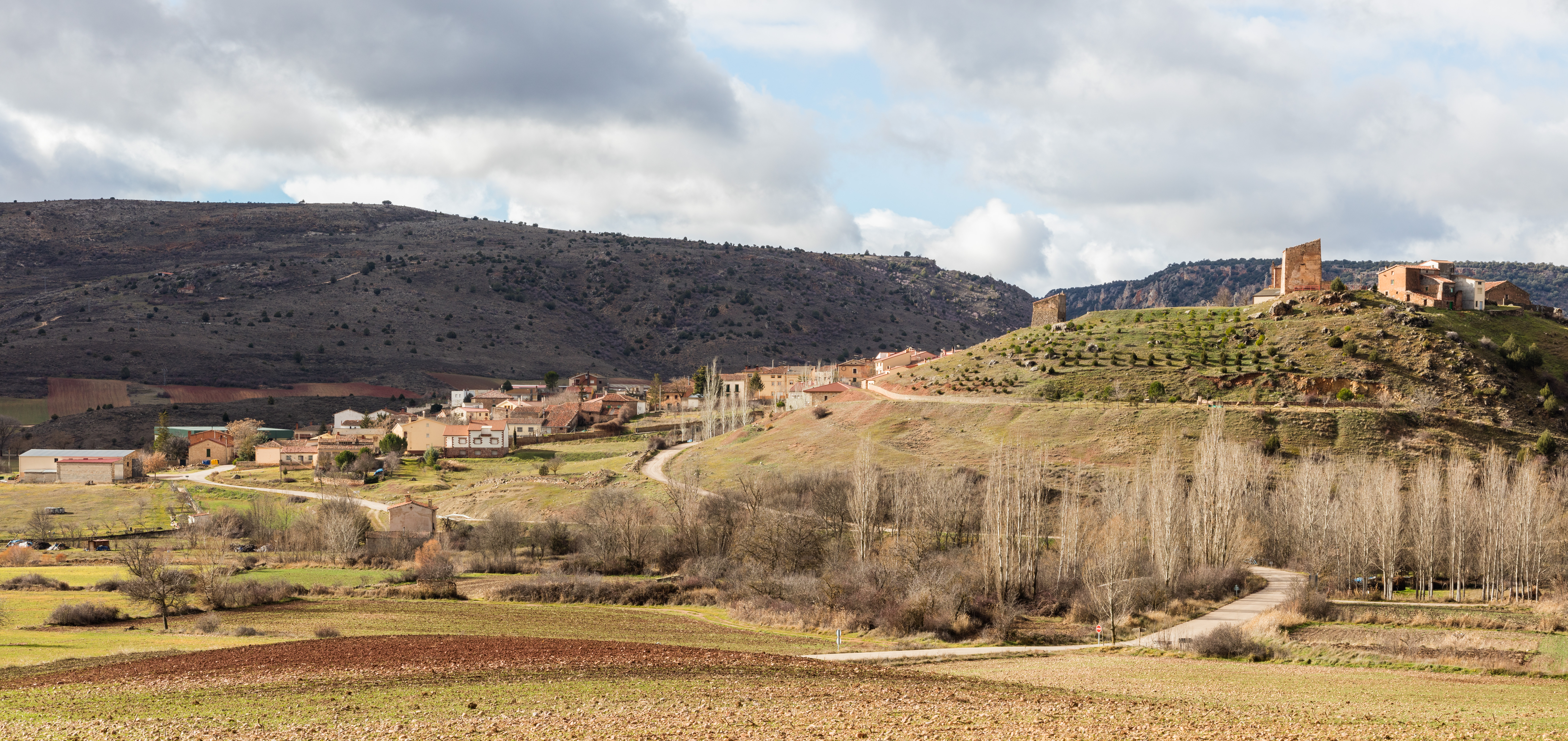
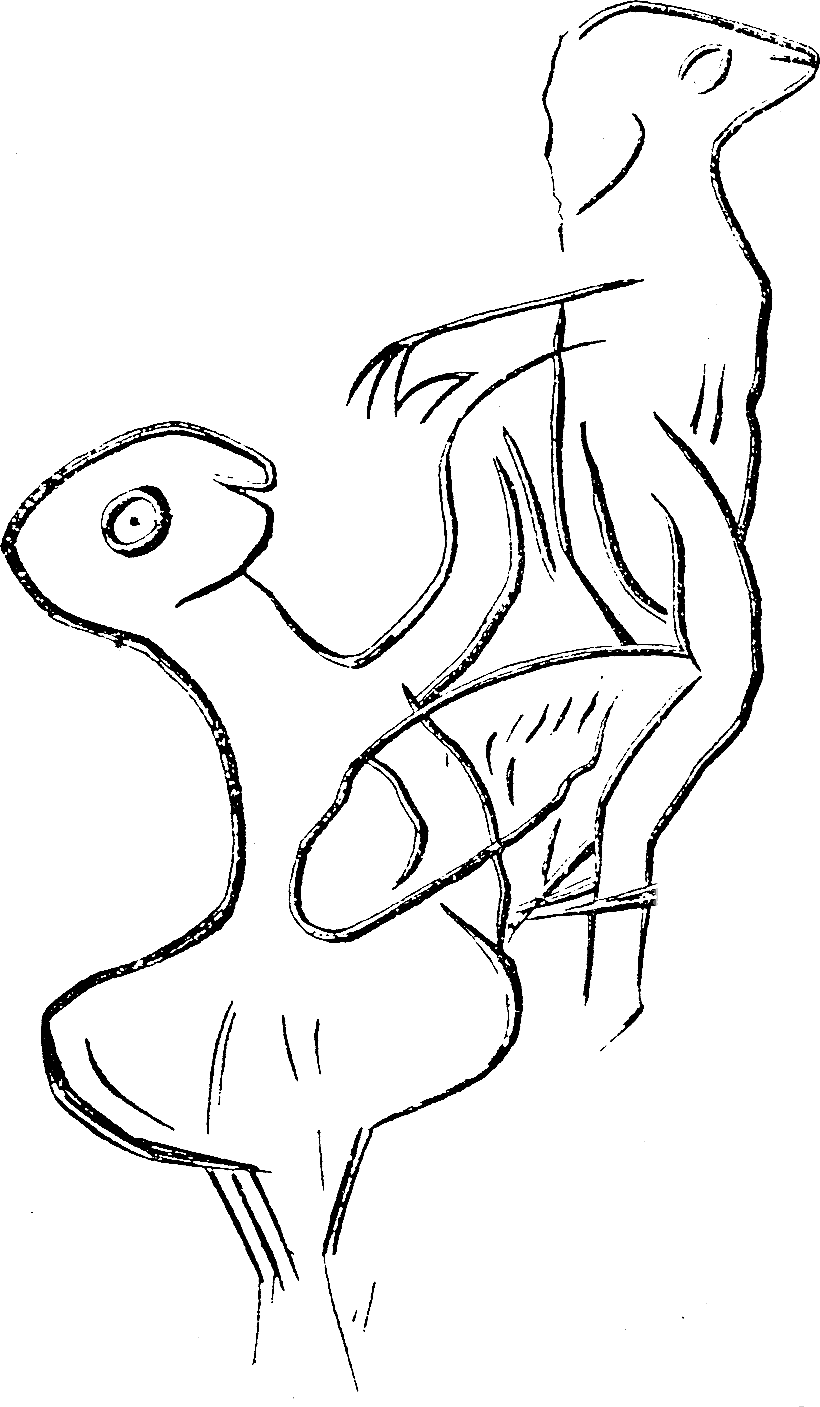
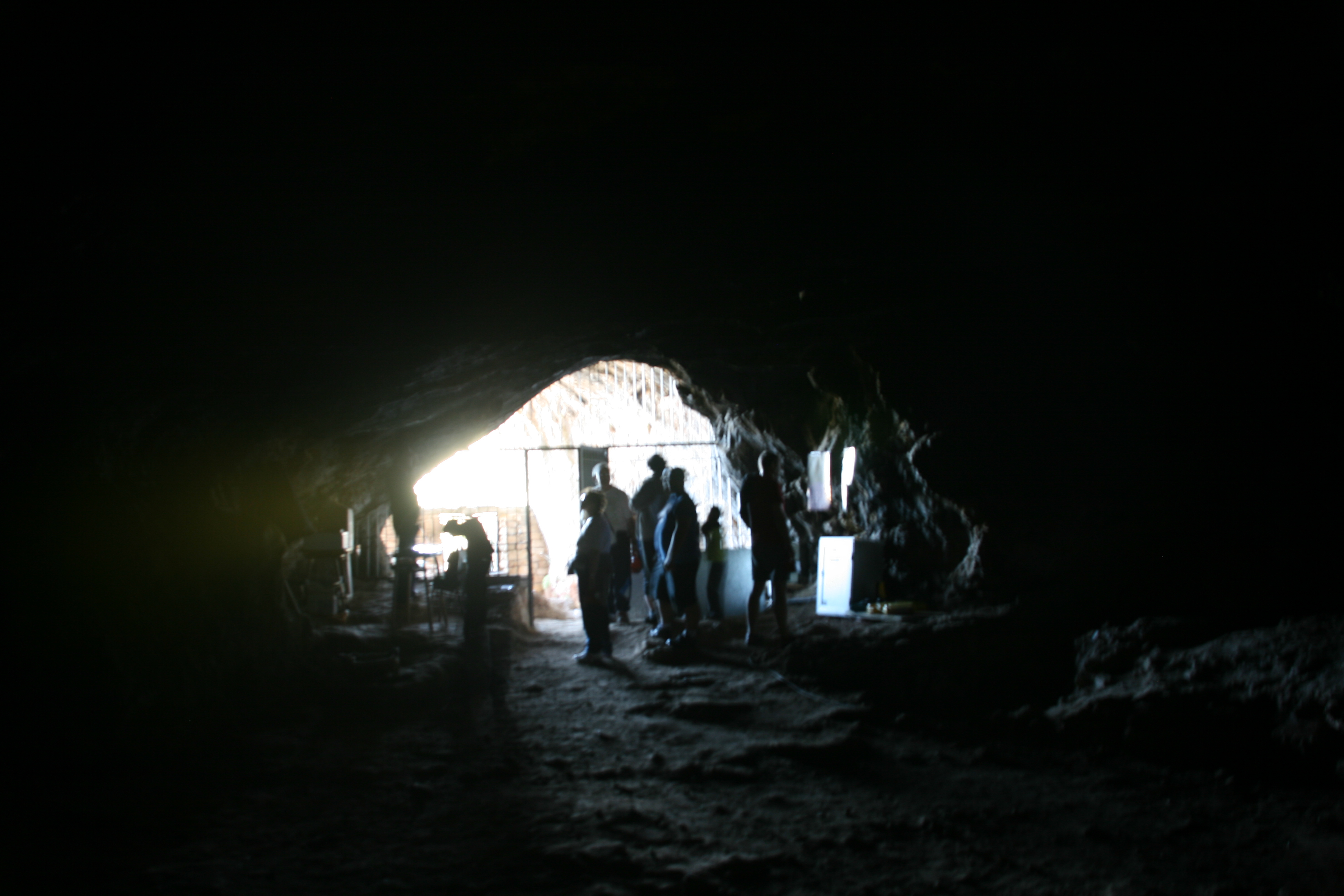

Während des Krieges und aufgrund der geringen Bedeutung, die die Anwohner der Höhle und den Gravuren gaben, wurden viele beschädigt, bemalt und mit Unterschriften versehen. Dies war nicht das erste Mal, dass die Gravuren litten. Über der Höhle befindet sich ein Wachturm (Torre de Los Casares). Die arabischen Soldaten waren die ersten, die hier ihre Spuren hinterließen.